# Рентгенодифрактометрический метод
Рентгенодифрактометрический метод — один из методов рентгеноструктурного анализа. Основан на использовании рентгеновского дифрактометра — прибора для одновременной регистрации интенсивности и направления дифрагированных лучей. 
Рентгеновский дифрактометр состоит из источника рентгеновского излучения, рентгеновского гониометра, в который помещают исследуемый образец, детектора излучения и электронного измерительно-регистрирующего устройства. Детектором излучения служит счётчик квантов (ионизационная камера, пропорциональные счётчики и сцинтилляционные счётчики). На счётчик выводится последовательно каждый дифракционный луч, что достигается перемещением счётчика в процессе измерения. Рентгеновский дифрактометр позволяет измерять интенсивности дифрагированного в заданном направлении рентгеновского излучения и углы дифракции.